# (5344) Ryabov
(5344) Ryabov (1978 RN) – planetoida z pasa głównego asteroid okrążająca Słońce w ciągu 4,44 lat w średniej odległości 2,7 j.a. Odkryta 1 września 1978 roku.